# Ранняя пташка
«Ранняя пташка» (англ. The Early Bird) — фильм с участием Нормана Уиздома.

## Сюжет
Норман Питкин работает на старой фирме молочных продуктов мистера Гримсдейла, всё оборудование которой медленно, но верно приходит в полную негодность. А вокруг кипит технический прогресс, и мистер Хантер — конкурент Гримсдейла и владелец гигантской молочной корпорации «Consolidated Dairies» — решает упразднить маленькую компанию начальника Нормана. И тогда Питкин решает отстоять древнюю фирму своего хоть и ворчливого, но уважаемого шефа…

## В ролях
- Норман Уиздом — Норман Питкин
- Эдвард Чепмен — мистер Гримсдейл, начальник Питкина
- Джерри Десмонд — мистер Хантер, директор корпорации
- Ричард Вернон — сэр Роджер Видгевуд, управляющий в корпорации
- Фрэнк Торнтон — пьяный доктор
- Имоджен Хассалл — секретарша сэра Роджера
- Дэнди Николс — женщина, залитая молоком